# 城子遗址
城子遗址，位于青岛市城阳区城阳街道城子村，为新石器时代龙山文化和岳石文化遗址，是中华人民共和国山东省文物保护单位之一。面积2万平方米。出土陶器以灰陶和黑陶为主，红陶为次。
于1963年发现；1977年12月23日，授予山东省文物保护单位，是一座古遗址。